# Final de la Copa Colombia 2016
La final de la Copa Colombia 2016 fueron una serie de partidos de fútbol disputados los días 13 y 17 de noviembre, con el propósito de definir el campeón de la Copa Colombia en su edición 2016, competición que reúne a todos los equipos profesionales del fútbol colombiano —Categoría Primera A y Categoría Primera B—.
Esta última fase del torneo fue disputada por Junior, quien eliminó en semifinales a Deportes Tolima desde el punto penal con un global de 3-3, y Atlético Nacional, que triunfó sobre Independiente Santa Fe, con el global de 2-5. Atlético Nacional logró su tercer título al derrotar al Junior de Barranquilla 3-1 en el global.

## Llave
| Bandera del Departamento del Atlántico | vs. | Bandera del departamento de Antioquia |
| -------------------------------------- | --- | ------------------------------------- |
| Junior 1 0                             | vs. | Atlético Nacional 3 2 1               |

## Estadios
| Barranquilla                           | Medellín                  |
| -------------------------------------- | ------------------------- |
| Estadio Metropolitano Roberto Meléndez | Estadio Atanasio Girardot |
| Capacidad: 46.692                      | Capacidad: 45.000         |
|                                        |                           |

## Camino a la final
Nota: Ambos equipos clasificaron de manera directa, por reglamento, a los octavos de final por lo que no disputaron la fase de grupos.

### Junior
| 27 de julio                                                                                                   | Octavos de final | Metropolitano Roberto Meléndez, Barranquilla | Junior                 | 1 : 2            | Deportivo Pasto        |
| 3 de agosto                                                                                                   | Octavos de final | Departamental Libertad, Pasto                | Deportivo Pasto        | 1 : 2 (4:5 pen.) | Junior                 |
| Junior avanzó a cuartos de final tras empatar 3:3 en el global y ganar 5:4 en la serie de penaltis.           |                  |                                              |                        |                  |                        |
| 25 de agosto                                                                                                  | Cuartos de final | Metropolitano Roberto Meléndez, Barranquilla | Junior                 | 3 : 0            | Independiente Medellín |
| 31 de agosto                                                                                                  | Cuartos de final | Atanasio Girardot, Medellín                  | Independiente Medellín | 1 : 2            | Junior                 |
| Junior clasificó a semifinales tras superar a su rival con un marcador global de 5:1.                         |                  |                                              |                        |                  |                        |
| 4 de octubre                                                                                                  | Semifinales      | Manuel Murillo Toro, Ibagué                  | Deportes Tolima        | 0 : 0            | Junior                 |
| 12 de octubre                                                                                                 | Semifinales      | Metropolitano Roberto Meléndez, Barranquilla | Junior                 | 2 : 2 (5:3 pen.) | Deportes Tolima        |
| Junior se convirtió en finalista tras empatar 2:2 en el global y ganar 5:3 en los tiros desde el punto penal. |                  |                                              |                        |                  |                        |

|  |                    |
|  | Triunfo de Junior. |
|  | Empate.            |
|  | Derrota de Junior. |

### Atlético Nacional
| 3 de agosto                                                                                      | Octavos de final | Atanasio Girardot, Medellín          | Atlético Nacional | 1 : 2 | Real Cartagena    |
| 18 de agosto                                                                                     | Octavos de final | Olímpico Jaime Morón León, Cartagena | Real Cartagena    | 0 : 2 | Atlético Nacional |
| Atlético Nacional clasificó a cuartos de final con un global de 3:2                              |                  |                                      |                   |       |                   |
| 1 de septiembre                                                                                  | Cuartos de final | Atanasio Girardot, Medellín          | Atlético Nacional | 3 : 0 | Patriotas         |
| 7 de septiembre                                                                                  | Cuartos de final | La Independencia, Tunja              | Patriotas         | 2 : 1 | Atlético Nacional |
| Atlético Nacional se convirtió en semifinalista al ganar la serie con un marcador global de 4:2. |                  |                                      |                   |       |                   |
| 5 de octubre                                                                                     | Semifinales      | Atanasio Girardot, Medellín          | Atlético Nacional | 1 : 1 | Santa Fe          |
| 13 de octubre                                                                                    | Semifinales      | Metropolitano de Techo, Bogotá       | Santa Fe          | 1 : 4 | Atlético Nacional |
| Atlético Nacional avanzó a la final con un resultado global de 5:2.                              |                  |                                      |                   |       |                   |

|  |                               |
|  | Triunfo de Atlético Nacional. |
|  | Empate.                       |
|  | Derrota de Atlético Nacional. |

## Partidos

### Partido de ida
| 34         | POR        | Franco Armani       |     |
| 6          | DEF        | Mateus Uribe        |     |
| 3          | DEF        | Felipe Aguilar      |     |
| 12         | DEF        | Alexis Henríquez    |     |
| 23         | DEF        | Edwin Velasco       |     |
| 8          | MED        | Diego Arias         |     |
| 15         | MED        | Juan Pablo Nieto    | 79' |
| 11         | MED        | Andrés Ibargüen     | 69' |
| 30         | DEL        | Arley Rodríguez     |     |
| 21         | DEL        | Jhon Mosquera       |     |
| 7          | DEL        | Ezequiel Rescaldani | 89' |
| Entrenador | Entrenador | Reinaldo Rueda      |     |

| 12         | POR        | José Luis Chunga    |     |
| 13         | DEF        | Iván Vélez          |     |
| 3          | DEF        | Deivy Balanta       |     |
| 19         | DEF        | Alexis Pérez        |     |
| 2          | DEF        | Germán Gutiérrez    |     |
| 20         | MED        | Juan Domínguez      | 68' |
| 16         | MED        | Vladimir Hernández  |     |
| 28         | MED        | Enrique Serje       |     |
| 15         | DEL        | Luis Narvaez        |     |
| 7          | DEL        | Sebastián Hernández | 68' |
| 18         | DEL        | Yony González       | 80' |
| Entrenador | Entrenador | Giovanni Hernández  |     |

| 14 | MED | Elkin Blanco    | 69' |
| 16 | DEL | Cristian Dájome | 79' |
| 17 | DEL | Rodin Quiñónes  | 89' |

| 26 | DEL | Léiner Escalante  | 68' |
| 29 | MED | Jorge Aguirre     | 68' |
| 21 | DEL | Clemente Palacios | 80' |

| Anotado | 45+2' | Ezequiel Rescaldani | 1-1 |
| Anotado | 48'   | Juan Pablo Nieto    | 2-1 |

| Anotado | 36' | Luis Narvaez | 0-1 |

| Amonestado | -'  | Alexis Henríquez |
| Amonestado | 56' | Juan Pablo Nieto |

| Amonestado | -' | Enrique Serje      |
| Amonestado | -' | Vladimir Hernández |

| Árbitro             | Nicolás Gallo |
| Árbitros asistentes |               |
|                     |               |
| Cuarto árbitro      |               |

| 34         | POR        | Franco Armani       |     |
| 6          | DEF        | Mateus Uribe        |     |
| 3          | DEF        | Felipe Aguilar      |     |
| 12         | DEF        | Alexis Henríquez    |     |
| 23         | DEF        | Edwin Velasco       |     |
| 8          | MED        | Diego Arias         |     |
| 15         | MED        | Juan Pablo Nieto    | 79' |
| 11         | MED        | Andrés Ibargüen     | 69' |
| 30         | DEL        | Arley Rodríguez     |     |
| 21         | DEL        | Jhon Mosquera       |     |
| 7          | DEL        | Ezequiel Rescaldani | 89' |
| Entrenador | Entrenador | Reinaldo Rueda      |     |

| 12         | POR        | José Luis Chunga    |     |
| 13         | DEF        | Iván Vélez          |     |
| 3          | DEF        | Deivy Balanta       |     |
| 19         | DEF        | Alexis Pérez        |     |
| 2          | DEF        | Germán Gutiérrez    |     |
| 20         | MED        | Juan Domínguez      | 68' |
| 16         | MED        | Vladimir Hernández  |     |
| 28         | MED        | Enrique Serje       |     |
| 15         | DEL        | Luis Narvaez        |     |
| 7          | DEL        | Sebastián Hernández | 68' |
| 18         | DEL        | Yony González       | 80' |
| Entrenador | Entrenador | Giovanni Hernández  |     |

| 14 | MED | Elkin Blanco    | 69' |
| 16 | DEL | Cristian Dájome | 79' |
| 17 | DEL | Rodin Quiñónes  | 89' |

| 26 | DEL | Léiner Escalante  | 68' |
| 29 | MED | Jorge Aguirre     | 68' |
| 21 | DEL | Clemente Palacios | 80' |

| Anotado | 45+2' | Ezequiel Rescaldani | 1-1 |
| Anotado | 48'   | Juan Pablo Nieto    | 2-1 |

| Anotado | 36' | Luis Narvaez | 0-1 |

| Amonestado | -'  | Alexis Henríquez |
| Amonestado | 56' | Juan Pablo Nieto |

| Amonestado | -' | Enrique Serje      |
| Amonestado | -' | Vladimir Hernández |

| Árbitro             | Nicolás Gallo |
| Árbitros asistentes |               |
|                     |               |
| Cuarto árbitro      |               |

### Partido de vuelta
| 1          | POR        | Sebastián Viera          |     |
| 3          | DEF        | Deivy Balanta            |     |
| 19         | DEF        | Alexis Pérez             |     |
| 13         | DEF        | Iván Vélez               | 34' |
| 20         | DEF        | Juan Guillermo Domínguez |     |
| 15         | MED        | Luis Narváez             | 29' |
| 28         | MED        | Enrique Serje            |     |
| 7          | MED        | Sebastián Hernández      | 62' |
| 16         | DEL        | Vladimir Hernández       |     |
| 17         | DEL        | Michael Rangel           |     |
| 29         | DEL        | Jorge Aguirre            |     |
| Entrenador | Entrenador | Giovanni Hernández       |     |

| 34         | POR        | Franco Armani          |     |
| 3          | DEF        | Felipe Aguilar         |     |
| 12         | DEF        | Alexis Henríquez       |     |
| 6          | DEF        | Mateus Uribe           |     |
| 19         | DEF        | Farid Díaz             |     |
| 15         | MED        | Juan Pablo Nieto       | 51' |
| 8          | MED        | Diego Arias            |     |
| 10         | MED        | Macnelly Torres        | 79' |
| 28         | DEL        | Orlando Berrío         |     |
| 11         | DEL        | Andrés Felipe Ibargüen | 73' |
| 9          | DEL        | Miguel Borja           |     |
| Entrenador | Entrenador | Reinaldo Rueda         |     |

| 8  | MED | Faber Cañaveral | 29' |
| 23 | MED | Sebastián Toro  | 34' |
| 14 | DEL | Édison Toloza   | 62' |

| 18 | MED | Alejandro Guerra | 51' |
| 14 | MED | Elkin Blanco     | 73' |
| 30 | DEL | Arley Rodríguez  | 79' |

| Anotado | 32' | Andrés Felipe Ibargüen | 0-1 |

| Amonestado | 16' | Juan Guillermo Domínguez |
| Amonestado | 52' | Sebastián Toro           |
| Amonestado | 64' | Enrique Serje            |
| Amonestado | 81' | Faber Cañaveral          |
| Amonestado | 85' | Édison Toloza            |

| Amonestado | 6' | Juan Pablo Nieto |

| Árbitro             | Luis Sánchez |
| Árbitros asistentes |              |
|                     |              |
| Cuarto árbitro      |              |

| 1          | POR        | Sebastián Viera          |     |
| 3          | DEF        | Deivy Balanta            |     |
| 19         | DEF        | Alexis Pérez             |     |
| 13         | DEF        | Iván Vélez               | 34' |
| 20         | DEF        | Juan Guillermo Domínguez |     |
| 15         | MED        | Luis Narváez             | 29' |
| 28         | MED        | Enrique Serje            |     |
| 7          | MED        | Sebastián Hernández      | 62' |
| 16         | DEL        | Vladimir Hernández       |     |
| 17         | DEL        | Michael Rangel           |     |
| 29         | DEL        | Jorge Aguirre            |     |
| Entrenador | Entrenador | Giovanni Hernández       |     |

| 34         | POR        | Franco Armani          |     |
| 3          | DEF        | Felipe Aguilar         |     |
| 12         | DEF        | Alexis Henríquez       |     |
| 6          | DEF        | Mateus Uribe           |     |
| 19         | DEF        | Farid Díaz             |     |
| 15         | MED        | Juan Pablo Nieto       | 51' |
| 8          | MED        | Diego Arias            |     |
| 10         | MED        | Macnelly Torres        | 79' |
| 28         | DEL        | Orlando Berrío         |     |
| 11         | DEL        | Andrés Felipe Ibargüen | 73' |
| 9          | DEL        | Miguel Borja           |     |
| Entrenador | Entrenador | Reinaldo Rueda         |     |

| 8  | MED | Faber Cañaveral | 29' |
| 23 | MED | Sebastián Toro  | 34' |
| 14 | DEL | Édison Toloza   | 62' |

| 18 | MED | Alejandro Guerra | 51' |
| 14 | MED | Elkin Blanco     | 73' |
| 30 | DEL | Arley Rodríguez  | 79' |

| Anotado | 32' | Andrés Felipe Ibargüen | 0-1 |

| Amonestado | 16' | Juan Guillermo Domínguez |
| Amonestado | 52' | Sebastián Toro           |
| Amonestado | 64' | Enrique Serje            |
| Amonestado | 81' | Faber Cañaveral          |
| Amonestado | 85' | Édison Toloza            |

| Amonestado | 6' | Juan Pablo Nieto |

| Árbitro             | Luis Sánchez |
| Árbitros asistentes |              |
|                     |              |
| Cuarto árbitro      |              |

| Bandera de Colombia                     |
| Campeón Atlético Nacional Tercer título |